# کانازوشی
کانازوشی (به ژاپنی: 仮名草子 Kanazōshi) نوعی کتاب چاپی به زبان ژاپنی است را که بین سالهای ۱۶۰۰ تا ۱۶۸۰ در کیوتو تولید شد. این اصطلاح به معنای واقعی کلمه به معنای کتاب‌های نوشته شده به کانا است. کانا همان واژه آوایی ژاپنی است که خواندن و نوشتن آن ساده‌تر از کانجی یا ایده‌نگاری‌های چینی است.